# Wilhelm Thater
Wilhelm Thater (* 2. Februar 1893 in Heilsberg; † 1945 in Samara) war ein deutscher römisch-katholischer Geistlicher und Märtyrer.

## Leben
Wilhelm Thater, Sohn eines Metzgers, machte 1912 Abitur in Rößel und studierte in Braunsberg und München katholische Theologie. Ab 1913 war er Mitglied der katholischen Studentenverbindung KDStV Aenania München. Im  Ersten Weltkrieg leistete er Kriegsdienst an der Salonikifront. Am 21. März 1920 wurde er in Frauenburg zum Priester geweiht.
Die Stationen seines Wirkens waren: Benern, Wusen, Guttstadt, ab 1933 Pfarrer von Santoppen und ab 1937 Erzpriester in seiner Geburtsstadt Heilsberg. Nach dem Einmarsch der Roten Armee im Januar/Februar 1945 wurde er nach mehrfachen Verhören am 6. Februar festgenommen und über Insterburg in den Ural verschleppt, wo er in einer Ziegelei bei Samara arbeiten musste. Nach dem Zeugnis von Heimkehrern starb er noch 1945 an Hungertyphus.

## Gedenken
Die römisch-katholische Kirche in Deutschland hat Wilhelm Thater als Märtyrer aus der Zeit des Nationalsozialismus in das deutsche Martyrologium des 20. Jahrhunderts aufgenommen.